# Wagner Machado da Silva
Wagner Machado da Silva, né le 1er février 1961, est un ancien joueur brésilien de basket-ball. Il évolue durant sa carrière au poste d'ailier.